# Pop Duklanin
Pop Duklanin, również Duklanin z Baru, Barski rodosłow (łac. Presbyter Diocleas, również Presbyter Diocleates, Anonymus Dyocleates, Diokleatis auctoris annales, serb.-chorw. Pop Dukljanin / Поп Дукљанин) – żyjący najprawdopodobniej na przełomie XII i XIII w. kronikarz z księstwa Dukli, autor kroniki zwanej Latopisem popa Duklanina.

## Osoba
Wciąż nie zostało ostatecznie potwierdzone kto jest autorem Latopisu popa Duklanina. Autor utworu już w szesnastowiecznej historiografii określany był mianem Docleaty, czyli Duklanina. Dzięki dawnym badaczom i pisarzom, tj. Ludwik Crijević Tuberon, Ivan Lučić i Daniele Farlati, nazywanie anonimowego autora Latopisu popem Duklaninem uległo rozpowszechneniu. Nazwa ta nie wskazuje jednak na żadną konkretną postać historyczną, której tożsamość wciąż pozostaje przedmiotem sporów historyków. Próbując odnaleźć prawdziwą tożsamość anonimowego autora, jeden z pierwszych chorwackich badaczy, Vjekoslav Klaić, wskazał na barskiego-duklańskiego arcybiskupa – Grzegorza. Teza ta była następnie podtrzymywana bez dalszego pogłębiania przez wielu innych historyków, m.in. chorwackiego – Ferdo Šišicia i serbskiego – Nikolę Radojčicia. Niektórzy badacze widzieli w Duklaninie benedyktyńskiego mnicha (Nikola Banašević), a niektórzy zwykłego księdza (Nada Klaić). Większość historyków (m.in. Ferdo Šišić, Nikola Radojčić i Slavko Mijušković) zgadza się z tezą o słowiańskim pochodzeniu duchownego. Późniejsze badania chorwackiego historyka Kościoła, Eduarda Peričicia, umocniły tezę Vjekoslava Klaicia, wskazującą na arcybiskupa Grzegorza. Obecnie wielu historyków popiera tezę, iż autorem był barski arcybiskup Grzegorz (chorw. Grgur Barski), pochodzący z Zadaru. Inną tezę, w swojej monografii Gesta regum Sclavorum (2009), wysunął chorwacki badacz, Tibor Živković, dowodząc, iż autorem jest czeski cysters – Rudger. Teoria ta pozostaje jednak niszowa.